# Giovan Battista Pica
Giovan Battista Pica (L'Aquila, 14 settembre 1790 – Napoli, 15 ottobre 1872) è stato un politico italiano.

## Biografia
Nasce nel 1790 a L'Aquila, figlio di Bernardino Pica e Francesca De Felicis, appartenenti alla famiglia Pica, patrizi aquilani.
Fu il padre del promotore della legge Pica, Giuseppe Pica.
A soli 18 anni divenne dottore di legge e nel 1822 divenne giudice del Tribunale di Teramo.
Nel 1831 divenne Regio Procuratore. Nel 1834 divenne presidente della Gran Corte Civile.
Nel 1848 venne promosso a Consigliere della Suprema Corte di Giustizia e rinunciò al ruolo di presidente. Rimase consigliere fino al 1868, dopodiché ottenne la giubilazione per via della sua età. Si ritirò a Napoli dove morì nel 1872.